# Sento Sé
Sento Sé este un oraș în statul Bahia (BA) din Brazilia.